# شانغ شينغ يو
شانغ شينغ يو (بالصينية: 向警予، بينيين: شيانغ جانغي، ويد جايلز: سيانج تشينج يو، 4 سبتمبر 1895- 1 مايو 1928)، اسمها القديم شانغ جونشيان، واحدة من الأعضاء الأوائل في الحزب الشيوعي الصيني (CPC)، يُنظر إليها على نطاق واسع باعتبارها رائدة في الحركة النسائية في الصين.

## النشأة
ولدت شانغ شينغ يو في زوبو بمقاطعة هونان في 4 سبتمبر 1895. والدها شيانغ رويلينغ، رجل أعمال ناجح، ووالدتها دنغ يوجوي توفيت عندما كانت شانغ شينغ يو شابة. لديها عشرة أشقاء. شقيق شانغ شينغ يو واسمه شانغ شانيوي، الذي درس في اليابان كان زعيماً لتونغ منغ هوي في غرب هونان. أسست شانغ شينغ يو مدرسة ابتدائية في وينشانغ في عام 1903. التحقت شانغ شينغ يو (التي سميت آنذاك شانغ جونشيان) بهذه المدرسة بسبب تأثير شقيقها وأصبحت أول فتاة تدرس في مدرسة الصين القديمة.
ذهبت شانغ شينغ يو إلى تشانغشا عام 1911 بعد سقوط سلالة تشينغ الحاكمة مع ثورة شينهاي. أعادت تسمية نفسها وأصبح اسمها شانغ شينغ يو والتحقت بأول مدرسة عادية ريفيّة للنساء في هونان، لكنها تركت هذه المدرسة والتحقت بمدرسة تشو نان النسائية. في هذه الفترة، كانت شانغ شينغ يو مهتمة بشؤون الدولة. عندما وقِعَ على «اتفاق المطالب الواحد والعشرين» المهين، ألقت هي وطلاب آخرون خطابات في الشوارع، على أمل إيقاظ الحماس الوطني للشعب الصيني. بعد تخرجها من مدرسة تشو نان النسائية، عادت شانغ شينغ يو إلى مسقط رأسها. اعتقدت أن التعليم يمكن أن ينقذ الصين، لذلك أسست مدرسة زوبو الابتدائية بدعم من بعض التقدميين المحليين. كمسؤولة عن هذه المدرسة، وظفت بعض الشباب التقدميين كمدرسين. كان الاختلاف بين مدرستها مقارنةً مع معظم المدارس الأخرى هو أن مدرستها تُدرس معرفة وأفكارًا جديدة. في البداية، كان هناك فصل واحد وعشرات الطلاب فقط. ومع ذلك، توسعت أعداد الطلاب بسرعة ووصلت إلى 300 طالب.
عندما أُسسِت الرابطة الأكاديمية للمواطنين الجدد في هونان من قِبل ماو تسي تونغ وكاي هيسن في أبريل عام 1918، أرادت شانغ شينغ يو أن تصنع سيرة مهنية لها في الخارج. لذلك ذهبت شانغ شينغ يو إلى بكين وقامت بزيارة للسيد كاي هيسن، رئيس جامعة بكين. التقت شانغ شينغ يو مع كاي هيسن في بكين وكانت على علاقة جيدة به.
في يوليو 1919، دُعيت شانغ شينغ يو من قِبل كاي هيسن للذهاب إلى تشانغشا، وتنفيذ حركة هونان للدراسة والعمل في فرنسا. في ديسمبر، ذهبت شانغ شينغ يو وكاي هيسن وكاي تشانغ ووالدة كاي هيسن وغيرها من الأشخاص إلى فرنسا وأصبحوا طلاباً صينيين بدوام جزئي. التحقت شانغ شينغ يو بجامعة مونتارجيس النسائية. عندما درست في مونتارجيس، قرأت العديد من أعمال ماركس، وطورت إيمانها بالماركسية والشيوعية. في مايو 1920، تزوجت شانغ شينغ يو من كاي هيسن.
عندما درست شانغ شينغ يو في فرنسا، اهتمت بظروف العالم والصين. في 26 مايو 1920، كتبت عن مشاكل تحرير المرأة وإصلاحها في مجلة (New Youth) للي داتشاو. في هذا المقال، عبّرت عن رأي مفاده أن تحرير المرأة يجب أن يقترن بإعادة تشكيل المجتمع.

## الطريق إلى الثورة
في عام 1921، طُرِد طلاب الدوام الجزئي من فرنسا بسبب عريضة لحقوق الدراسة والمعيشة. عادت شانغ شينغ يو إلى الصين في نفس العام. في فبراير 1922، قُبِلت شانغ شينغ يو من قبل الحزب الشيوعي الصيني وأصبحت واحدة من أوائل أعضاء الحزب من النساء. في يوليو، انتخِبت كأول عضو في اللجنة المركزية للحزب الشيوعي الصيني وأصبحت أول مديرة لمكتب المرأة في الحزب. حاولت تشكيل روابط مع العاملات، خاصة في صناعة الحرير. كتبت شانغ شينغ يو عدداً من المقالات لتوضيح مشاكل المرأة الصينية. في هذه المقالات، دعت النساء الصينيات إلى الاتحاد والنضال من أجل التحرر.
مع إنشاء الجبهة المتحدة مع الحزب الوطني الصيني في عام 1923، أصبحت شانغ رئيسة تحرير ملحق أسبوعي لصحيفة الجمهوري اليومية، وهي صحيفة الحزب الوطني الصيني. في يونيو 1923، في المؤتمر الوطني الثالث لنواب الشعب، انتخِبت شانغ شينغ يو مرة أخرى كعضو في اللجنة المركزية وأصبحت أمينة السر الأولى للجنة الحركة النسائية. صاغت شانغ مشروع قانون الحركة النسائية، الذي أُقِر من قبل الهيئة التشريعية، والذي يقول إن إحدى المهام الرئيسية لمكتب المرأة في الحزب هو التأثير على «الحركة النسائية العامة»، بما في ذلك مجموعة حق الاقتراع العام «تحالف حقوق المرأة». أدان بعض أعضاء الحزب العمل مع المجموعة لأنها كانت «برجوازية». انتقدت في بعض الأحيان الممارسات الأبوية داخل الحزب الشيوعي.
في عام 1924، قادت إضراباً شارك فيه نحو عشرة آلاف عاملة من مصانع الحرير. ثم أسست شانغ شينغ يو لجنة تحرير المرأة، ودربت العديد من الكوادر الإناث، اللواتي أصبحن بعد ذلك قوة ضد الإقطاع والإمبريالية.
في يناير 1925، انتخِبت شانغ شينغ يو مرة أخرى لعضوية اللجنة المركزية للمرة الثالثة. لعبت دوراً رئيسياً في إضرابات واحتجاجات حركة الثلاثين من مايو عام 1925. مع ذلك، بسبب علاقتها الغرامية مع عضو الحزب الشيوعي بنغ شوزي، انتقِدت من قبل أعضاء الحزب لأنها تفتقر إلى الفضيلة الأخلاقية، وأًجبِرت على الاستقالة من منصبها في اللجنة المركزية ومن رئاسة مكتب المرأة في الحزب. أدى الانقسام السياسي بين بنغ الذي دعم بقوة رئيس الحزب تشن دوكسيو، وكاي الذي أراد مزيداً من الحكم الذاتي السياسي، إلى هذا الوضع.
في أكتوبر، أُرسِلت شانغ شينغ يو وكاي هيسن للدراسة في جامعة المشرق الشيوعي العمالي في موسكو، حيث انتهت علاقتهما بشكل دائم. في مارس 1927، عادت شانغ شينغ يو إلى الصين. في 12 أبريل، بدأ شيانغ كاي شيك حربه المضادة للثورة في شنغهاي، وقررت شانغ شينغ يو الفرار إلى ووهان والعمل في قسم الدعاية التابع لاتحاد النقابات العمالية في ووهان. طردت حكومة ووهان الوطنية الشيوعيين في يوليو. بغض النظر عن الخطر، بقيت شانغ شينغ يو في ووهان في تحرير مجلة حزب تشانغ جانغ ومساعدة الحركة العمالية والحزب السري.

## الموت
قُبض على شانغ شينغ يو في سانديلي فرنسية الحكم في ووهان في 20 مارس 1928 بسبب خيانة أفراد من مجموعتها وإبلاغهم الشرطة عنها. سلمها المسؤولون الفرنسيون إلى الحزب الوطني الصيني في أبريل. في الأول من مايو من العام ذاته، أُعدِمت شانغ شينغ يو من قبل شرطة الحزب الوطني الصيني.